# لويز فيشمان
لويز فيشمان (بالإنجليزية: Louise Fishman)‏ هي رسامة أمريكية، ولدت في 14 يناير 1939 في فيلادلفيا في الولايات المتحدة.